# Gleb Panfilov
Gleb Panfilov (russisk: Глеб Анатольевич Панфилов) (født 21. maj 1934 i Magnitogorsk i Sovjetunionen, død 26. august 2023 i Moskva) var en sovjetisk-russisk filminstruktør.

## Filmografi
- V ogne broda net (В огне брода нет, 1967)[1][2]
- Begyndelsen (Начало, 1970)
- Prosju slova (Прошу слова, 1975)
- Tema (Тема, 1979)
- Valentina (Валентина, 1981)
- Vassa (Васса, 1983)
- Mat (Мать, 1989)
- Romanovy. Ventsenosnaja semja (Романовы. Венценосная семья, 2000)
- Ivan Denisovitj (Иван Денисович, 2021)